# ایران در پارالمپیک تابستانی ۱۹۹۶
ایران در بازی‌های پارالمپیک تابستانی ۱۹۹۶ که در آتلانتا ایالات متحده آمریکا برگزار شد با ۳۰ ورزشکار در چهار رشته ورزشی شرکت نمود و با تصاحب ۱۷ مدال موفق به کسب رتبه بیستم در جدول نشان‌ها شد.

## رشته‌ها و تعداد شرکت‌کنندگان
| رشته ورزشی    | مردان | زنان | مجموع |
| ------------- | ----- | ---- | ----- |
| دو و میدانی   | ۷     |      | ۷     |
| وزنه‌برداری    | ۶     |      | ۶     |
| تیراندازی     | ۳     | ۲    | ۵     |
| والیبال نشسته | ۱۲    |      | ۱۲    |
| مجموع         | ۲۸    | ۲    | ۳۰    |

## نشان‌ها

### جدول نشان‌ها
| رشته ورزشی    | طلا | نقره | برنز | مجموع |
| دو و میدانی   | ۷   | ۴    | ۱    | ۱۲    |
| وزنه‌برداری    |     | ۱    | ۲    | ۳     |
| تیراندازی     | ۱   |      |      | ۱     |
| والیبال نشسته | ۱   |      |      | ۱     |
| مجموع         | ۹   | ۵    | ۳    | ۱۷    |

### نشان‌آوران
| نشان | نام | رشته ورزشی    | رویداد                            |
| ---- | --- | ------------- | --------------------------------- |
| طلا  | قادر مدبر | دو و میدانی   | پرتاب وزنه مردان F۵۱              |
| طلا  | حسین آقابرقچی | دو و میدانی   | پرتاب دیسک مردان F۳۵              |
| طلا  | قادر مدبر | دو و میدانی   | پرتاب دیسک مردان F۵۱              |
| طلا  | عبدالرضا جوکار | دو و میدانی   | پرتاب دیسک مردان F۵۲              |
| طلا  | قادر مدبر | دو و میدانی   | پرتاب نیزه مردان F۵۱              |
| طلا  | مختار نورافشان | دو و میدانی   | پرتاب نیزه مردان F۵۳              |
| طلا  | محمدرضا میرزایی | دو و میدانی   | پرتاب نیزه مردان F۵۶              |
| طلا  | عنایت‌الله بخارایی | تیراندازی     | ۱۰ متر تفنگ بادی درازکش مختلط SH۱ |
| طلا  | غلام اخوان فرشید آشوری محسن براتی جلیل ایمری علی گلکار پرویز فیروزی علی کشفیا هادی رضایی علی‌اکبر صلواتی حسن شاهی احمد شیوانی مجید سلیمانی | والیبال نشسته | مردان                             |
| نقره | مختار نورافشان | دو و میدانی   | پرتاب وزنه مردان F۵۳              |
| نقره | محمد صادقی مهریار | دو و میدانی   | پرتاب وزنه مردان F۵۵              |
| نقره | مختار نورافشان | دو و میدانی   | پرتاب دیسک مردان F۵۳              |
| نقره | محمد صادقی مهریار | دو و میدانی   | پرتاب دیسک مردان F۵۵              |
| نقره | فریدون کریمی‌پور | وزنه‌برداری    | ۵۶ کیلگرم مردان                   |
| برنز | عبدالرضا جوکار | دو و میدانی   | پرتاب نیزه مردان F۵۲              |
| برنز | الله‌بخش اکبری | وزنه‌برداری    | ۶۰ کیلوگرم مردان                  |
| برنز | زینال سیاوشانی | وزنه‌برداری    | ۶۷٫۵ کیلوگرم                      |